# Kerivoula titania
Kerivoula titania  Bates, Struebig, Hayes, Furey, Mya Mya, Thong, Douc Tien, Troung Son, Harrison, Francis & Csorba, 2007) è un pipistrello della famiglia dei Vespertilionidi diffuso in Indocina.

## Descrizione

### Dimensioni
Pipistrello di piccole dimensioni con la lunghezza dell'avambraccio tra 34 e 36 mm, la lunghezza della coda tra 48 e 53 mm, la lunghezza delle orecchie tra 14 e 15 mm e un peso fino a 4,8 g.

### Aspetto
Il colore del dorso è grigiastro, con la base dei peli nera, mentre le parti ventrali sono più chiare con la punta dei peli biancastra. Il muso, incluse le labbra è ricoperto di peli. Le narici sono leggermente protuberanti e rivolte all'indietro. Le orecchie sono grandi e prive di peli, tranne qualcuno sparso sulla superficie posteriore. Il bordo anteriore è convesso ed è presente una concavità nel margine posteriore appena sotto la punta arrotondata. Il trago è stretto ed alto, con il margine anteriore diritto, la punta leggermente convessa ed il margine posteriore concavo con un lobo alla base a forma di uncino. Le membrane alari sono grigie, semi-trasparenti ed attaccate posteriormente alla base della prima falange del dito più esterno del piede. Una protuberanza callosa di forma ovale è presente sulla giuntura del pollice di ogni ala. La lunga coda è inclusa completamente nell'ampio uropatagio, il quale è grigio e semi-trasparente come le ali e cosparso di pochi peli.

## Biologia

### Comportamento
Si rifugia probabilmente tra il denso fogliame, come le altre specie dello stesso genere.

## Distribuzione e habitat
Questa specie è conosciuta in 13 località del Myanmar orientale, Thailandia settentrionale e nord-orientale, Laos, Vietnam e Cambogia settentrionale.
Vive nelle foreste decidue e sempreverdi primarie e secondarie sia di pianura che montane fino a 1.600 metri di altitudine. Si trova in prossimità di fiumi e formazioni calcaree.

## Conservazione
La IUCN Red List, nonostante sia stata scoperta recentemente ma considerato il vasto areale e la popolazione presumibilmente numerosa, classifica K.titania come specie a rischio minimo (Least Concern)).